# Велендинген
Велендинген (њем. Wellendingen) општина је у њемачкој савезној држави Баден-Виртемберг. Једно је од 21 општинског средишта округа Ротвајл. Према процјени из 2010. у општини је живјело 3.132 становника. Посједује регионалну шифру (AGS) 8325064.

## Географски и демографски подаци
Велендинген се налази у савезној држави Баден-Виртемберг у округу Ротвајл. Општина се налази на надморској висини од 638 метара. Површина општине износи 17,5 km². У самом мјесту је, према процјени из 2010. године, живјело 3.132 становника. Просјечна густина становништва износи 179 становника/km².